# Pokémon 2 - Kun én har styrken
Pokémon 2: Kun én har styrken, er en japansk animeret spillefilm fra 1999 som foregår i Pokémon-universet og er baseret på TV-serien. Filmen bliv vist i de danske biografer den 8. december 2000 og solgte 85.426 billetter.

## Handling
Pokémontræneren Ash Ketchum og hans venner Misty og Tracey er ud at sejle, men bliver udsat for en storm, som fører dem til øen Shamouti. Der lærer de en profeti at kende, som spår, at verden vil blive oversvømmet af en kæmpebølge. Kun Den Udvalgte kan stoppe profetien fra at gå i opfyldelse, og det viser sig, at det er Ash, der er den udvalgte.
For at redde verden fra undergang må Ash indsamle tre kugler fra forskellige øer - Ildøen, Lynøen og Isøen - for derefter at bringe dem til et tempel på den store ø.

## Stemmer
| Rolle         | Original stemme    | Dansk stemme         |
| ------------- | ------------------ | -------------------- |
| Ash Ketchum   | Rica Matsumoto     | Mathias Klenske      |
| Pikachu       | Ikue Ohtani        | Ikue Ohtani          |
| Misty         | Mayumi Iizuka      | Lulu Jacobsen        |
| Tracey        | Tomokazu Seki      | Timm Mehrens         |
| Professor Oak | Unshō Ishizuka     | Michael Elo          |
| Lugia         | Kōichi Yamadera    | Michael Elo          |
| Jessie        | Megumi Hayashibara | Ann Hjort            |
| James         | Shin'ichirō Miki   | Thomas Kirk          |
| Meowth        | Inuko Inuyama      | Peter Zhelder        |
| Delia Ketchum | Masami Toyoshima   | Vibeke Dueholm       |
| Lawrence III  | Takeshi Kaga       | Torben Sekov         |
| Melody        | Akiko Hiramatsu    | Annevig Schelde Ebbe |
| Maren         | Kotono Mitsuishi   | Julie Lund           |
| Fortælleren   | Unshō Ishizuka     | Torben Sekov         |